# Хьюз, Ричард, 2-й баронет
Сэр Ричард Хьюз, 2-й баронет (ок. 1729 — 5 января 1812) — британский морской офицер, впоследствии адмирал и колониальный чиновник.
Родился, вероятно, в Дептфорде (Англия). Старший сын Ричарда Хьюза, офицера Королевского флота и Джоан Коллайер. Был женат на Джейн Слоан; у них было три сына (все умерли раньше отца) и две дочери.

## Служба
Ричард Хьюз поступил в Военно-морскую академию в Портсмуте в 1739 году, а три года спустя пришел на HMS Feversham, которым командовал его отец. 2 апреля 1745 года был назначен лейтенантом линейного корабля HMS Stirling Castle. В 1752 году он отправился в Вест-Индию на HMS Advice. В Вест-Индии он потерял зрение на левый глаз, когда случайно ткнул в него вилкой за столом, в попытке убить таракана. Следующие 25 лет он служил в разных местах, в том числе в Ост-Индии и Средиземном море.
В 1778 году Хьюз был назначен комиссар-резидентом (начальником) военно-морской верфи в Галифакс (Новая Шотландия), 12 марта того же года стал вице-губернатором Новой Шотландии, сменив Мариота Арбютнота, но не был приведен к присяге до 17 августа. Когда 31 июля 1781 года его сменил на посту вице-губернатора сэр Эндрю Хамонд (англ. Andrew Snape Hamond), он вернулся в Европу. 23 сентября 1780 года он наследовал своему отцу в качестве второго баронета — титул, пожалованный старшему Хьюзу в 1773 году по случаю визита Георга III в Портсмут, где тот был комиссаром верфи.
В период вице-губернаторства главной заботой Хьюза, как и Арбютнота, была защита провинции. Галифакс был важным портом и базой снабжения британских войск в Северной Америке, и постоянные слухи о нападении французов держали Хьюза и военных, среди которых был Фрэнсис Маклин, начеку. Строительство укреплений, естественно, имело большое значение, и в результате правительственного давления из Англии Хьюз в 1779 году убедил Провинциальное собрание выделить £5000 на оборону провинции, введя ряд новых налогов. Набеги американских приватиров заставили его поддерживать в готовности небольшой вооруженный корабль, чтобы предотвратить их нападения на населенные пункты и торговые суда. Он также приказал построить несколько блокгаузов в различных пунктах побережья, а в 1779 году безуспешно обращался за разрешением вооружить два малых судна для защиты рыбной банки Кансо (англ. Canso). Хьюз поддерживал усилия Майкла Франклина, суперинтенданта по делам индейцев, в получении товаров для племен микмаков и малеситов, и ратифицировал договор с индейцами, заключенный 24 сентября 1778 года в Менагуэче (Сент Джон, Нью-Брансуик). Мир с индейцами позволил Хьюзу осуществить его любимый замысел добычи мачтового леса по реке Сент-Джон для нужд флота.
Война принесла новые проблемы. Зимой 1780−1781 годов расширенный суд присяжных Галифакса и квартальный суд протестовали против прессования торговых моряков из Луненбурга, Ливерпуля и Честера, которые доставили припасы и топливо в Галифакс, и просил вмешательства вице-губернатора. 22 января 1781 года Хьюз выпустил манифест, напоминая всем, что:

Прессование людей в королевскую службу, без разрешения гражданских властей, противоречит закону и является возмутительным нарушением оного.
Оригинальный текст (англ.)impressing Men for the Kings Service, without permission of the Civil Authorities, is contrary to, and an Outrageous breach of Law.

Это требование вызвало проблемы для Хьюза через несколько лет, когда он вернулся в Галифакс как главнокомандующий. В июле 1790 года он обратился к тогдашнему вице-губернатору Джону Парру (англ. John Parr) и Совету за разрешением запрессовать 70 человек для замены дезертиров и уволенных. Отказ вынудил его провести вербовочную кампанию, расходы по которой морской комиссар Генри Дункан отказался оплатить, и за которую он подвергся критике со стороны Адмиралтейства.
После возвращения в Европу в 1781, Хьюз в 1782 году, уже контр-адмиралом, командовал дивизионом в составе флота лорда Хау в экспедиции по снятию осады с Гибралтара и был при мысе Спартель, а по заключении мира в 1783 году стал главнокомандующим в Вест-Индии. Среди его капитанов был Горацио Нельсон, который обратил внимание адмирала на то, что он юридически не имеет власти приостановить действие Навигационных актов, чтобы разрешить торговлю с Соединенными Штатами, в чём Хьюза убедили некоторые купцы. Также на юридических основаниях он отказался подчиняться военно-морскому комиссару на Антигуа, назначенному Хьюзом. Нельсон критиковал Хьюза за то, что тот не живет в «стиле британского адмирала… он не придает себе тот вес, который, я считаю, должен иметь английский адмирал». В результате Нельсон в 1787 году был отозван и переведен на половинное жалование.
10 апреля 1789 года Хьюз был назначен командующим Североамериканской и Вест-Индской станцией, но его флагман, HMS Adamant, не прибыл в Галифакс до августа. В то время Королевский флот нес особую ответственность за обеспечение соблюдения Навигационных актов и перехват контрабанды, а также за пресечение посягательств американских кораблей на рыболоство. Эскадра Хьюза состояла из 4−6 кораблей. Летом он совершал поход с несколькими к острову Сент-Джон (Остров Принца Эдуарда), в реку Святого Лаврентия и Квебек, а остальные патрулировали рыбные банки. Поскольку крупные корабли рисковали аварией, если преследовали контрабандистов слишком близко к берегу, Хьюз получил разрешение на закупку для этой цели трех-четырёх малых судов с небольшой осадкой. Ему также было позволено посылать эти шхуны в Бостон или Нью-Йорк забирать почту с королевских пакетботов зимой, когда они не заходили в Галифакс. Он надеялся таким образом установить зимнее почтовое сообщение, так как в бытность вице-губернатором он полностью осознал, какое «огромное расстройство наступает в общественной переписке с этой станцией в течение зимних месяцев». Однако его надежды не сбылись. Одну шхуну бури занесли в Вест-Индию, а другая на восемь недель застряла во льдах у острова Нантакет, штат Массачусетс.
Во время службы в Новой Шотландии, Хьюз 21 сентября 1790 года стал вице-адмиралом синей эскадры. 13 апреля 1792 года он получил приказ Адмиралтейства «спустить его [адмиральский] флаг»; его эскадра пришла в Спитхед 18 мая. Хотя он не был больше на активной службе, но продолжал повышаться в звании, и достиг самого высокого ранга, адмирала красной эскадры, 9 ноября 1805 года.
Ричард Хьюз умер 5 января 1812 года в Ист-Бергхолдт (англ. East Bergholt), Англия.